# Ристо Кунтси
Ристо Кунтси фин. Risto Kuntsi; Јивескиле, 18. јул 1912 — Хелсинки, 6. август 1964) био је фински атлетичар, који се такмичио у бацању кугле.

## Спортска резултати
Освојио је сребрну медаљу на  1. Европском првенству у атлетици 1934. у Торину резултатом   15,19 м. Изгубио је од Арнолда Видинга кој је постигао исти резултат. Завршио је као   тринаести на Летњим олимпијским играма у Берлину 1936. године. 
На националном нивоу Кунтси је освојио  финско првенство 1934. године, а био је сребрни 1933, 1935, 1936, 1937 и 1940, као и бронзу 1942. и 1943. Његов лични рекорд био је 15,65 метара  из 1935.
У току каријере кунтссије 5 пута био међу 25 светских бацача кугле у сезони.
| Година | Резултат | Место    | Датум         | Пласман на Светској листи |
| ------ | -------- | -------- | ------------- | ------------------------- |
| 1933.  | 15,57    | Хелсинки | 26. август    | 12.                       |
| 1934.  | 15,62    | Хелсинки | 13. јун       | 7.                        |
| 1935.  | 15,65    | Рига     | 28. септембар | 22.                       |
| 1936.  | 15,44    | Хелсинки | 14. септембар | 19.                       |
| 1937.  | 15,56    | Хелсинки | 18. септембар | 15.                       |